# فرانک الیوت
فرانک الیوت (انگلیسی: Frank Elliott؛ ۱۱ فوریه ۱۸۸۰ – ژوئیه ۱۹۷۰) هنرپیشه اهل انگلستان بود.
از فیلم‌ها یا برنامه‌های تلویزیونی که وی در آن نقش داشته‌است می‌توان به غرور و تعصب، سست‌عفاف، اسرار، زندگی با پدر، و راگلزهای رد گپ اشاره کرد.